# Polnischer Filmpreis/Bester Nebendarsteller

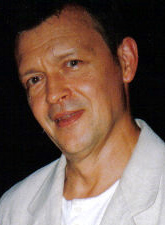
Jan Frycz wurde dreimal ausgezeichnet (Foto von 2007)

Polnischer Filmpreis: Bester Nebendarsteller (Najlepsza drugoplanowa rola męska)
Gewinner und Nominierte in der Kategorie Bester Nebendarsteller. Die Kategorie wurde bei der zweiten Verleihung des Polnischen Filmpreises im Jahr 2000 eingeführt. Ein Film qualifiziert sich in dem der Preisverleihung vorhergehenden Jahr, wenn er zwischen dem 1. Januar und 31. Dezember mindestens sieben Tage in einem öffentlichen Kino gegen Entgelt gezeigt wurde.
| Statistik                         | Name                 | Anzahl | Jahr                                           |
| --------------------------------- | -------------------- | ------ | ---------------------------------------------- |
| Häufigste Auszeichnungen          | Arkadiusz Jakubik    | 4      | 2013, 2014, 2017, 2018                         |
| Häufigste Auszeichnungen          | Jan Frycz            | 3      | 2004, 2005, 2021                               |
| Häufigste Auszeichnungen          | Janusz Gajos         | 3      | 2001, 2010, 2019                               |
| Häufigste Auszeichnungen          | Jacek Braciak        | 3      | 2003, 2012, 2022                               |
| Häufigste Nominierungen           | Jan Frycz            | 8      | 2001, 2002, 2003, 2004, 2005, 2008, 2011, 2012 |
| Häufigste Nominierungen ohne Sieg | Maciej Stuhr         | 3      | 2002, 2013, 2021                               |
| Häufigste Nominierungen ohne Sieg | Borys Szyc           | 3      | 2005, 2019, 2022                               |
| Häufigste Nominierungen ohne Sieg | Zbigniew Zamachowski | 3      | 2001, 2002, 2004                               |

## 2000er Jahre

### 2000
Andrzej Chyra – Die Schuld (Dług)
Janusz Gajos – Fuks
Krzysztof Majchrzak – Amok
Krzysztof Stroiński – Tydzień z życia mężczyzny
Bohdan Stupka – Mit Feuer und Schwert (Ogniem i mieczem)

### 2001
Janusz Gajos – To ja, złodziej
Jan Frycz – Zakochani
Franciszek Pieczka – Syzyfowe prace
Krzysztof Pieczyński – Daleko od okna
Zbigniew Zamachowski – Prymas. Trzy lata z tysiąca

### 2002
Jerzy Trela – Quo vadis?
Jan Frycz – Egoiści
Krzysztof Kiersznowski Tereska (Cześć Tereska)
Maciej Stuhr – Przedwiośnie
Zbigniew Zamachowski – Weiser

### 2003
Jacek Braciak – Edi
Jan Frycz – Tam i z powrotem
Daniel Olbrychski – Zemsta
Ed Stoppard – Der Pianist (The Pianist)
Jerzy Trela – Anioł w Krakowie

### 2004
Jan Frycz – Pornografia
Sławomir Orzechowski – Warschau (Warszawa)
Zbigniew Zamachowski – Żurek

### 2005
Jan Frycz – Pręgi
Krzysztof Globisz – Zerwany
Arkadiusz Jakubik – Eine Hochzeit und andere Kuriositäten (Wesele)
Borys Szyc – Symetria

### 2006
Jerzy Stuhr – Persona non grata
Marek Kondrat – Unkenrufe – Zeit der Versöhnung (Wróżby kumaka)
Jerzy Trela – Zakochany Anioł

### 2007
Krzysztof Kiersznowski – Statyści
Andrzej Chyra – Wszyscy jesteśmy Chrystusami
Adam Ferency – Jasminum

### 2008
Tomasz Sapryk – Kleine Tricks (Sztuczki)
Jan Frycz – Korowód
Artur Żmijewski – Das Massaker von Katyn (Katyń)

### 2009
Robert Więckiewicz – Ile waży koń trojański?
Andrzej Hudziak – 33 Szenen aus dem Leben (33 sceny z życia)
Rafał Maćkowiak – 33 Szenen aus dem Leben (33 sceny z życia)

## 2010er Jahre

### 2010
Janusz Gajos – Mniejsze zło
Robert Więckiewicz – Dom zły
Adam Woronowicz – Rewers

### 2011
Adam Woronowicz – Chrzest
Andrzej Chyra – Alles, was ich liebe (Wszystko, co kocham)
Jan Frycz – Różyczka

### 2012
Jacek Braciak – Róża
Adam Ferency – 1920 – Die letzte Schlacht (1920 Bitwa warszawska)
Wojciech Pszoniak – Kret

### 2013
Arkadiusz Jakubik – Drogówka
Dawid Ogrodnik – Jesteś Bogiem
Maciej Stuhr – Obława

### 2014
Arkadiusz Jakubik – In meinem Kopf ein Universum (Chce się żyć)
Eryk Lubos – Dziewczyna z szafy
Adam Woronowicz – Miłość

### 2015
Piotr Glowacki – Bogowie
Arkadiusz Jakubik – Pod mocnym aniołem
Adam Woronowicz – Pani z przedszkola
Ireneusz Czop – Jack Strong

### 2016
Wojciech Pszoniak – Excentrycy, czyli po slonecznej stronie ulicy
Adam Woronowicz – Demon
Marcin Dorociński – Moje córki krowy

### 2017
Arkadiusz Jakubik – Jestem morderca
Dawid Ogrodnik – Ostatnia rodzina
Marcin Dorociński – Moje córki krowy

### 2018
Arkadiusz Jakubik – Cicha noc
Arkadiusz Jakubik – Najlepszy
Tomasz Ziętek – Cicha noc

### 2019
Janusz Gajos – Kler
Adam Woronowicz – Kamerdyner
Borys Szyc – Cold War – Der Breitengrad der Liebe [Zimna wojna]

## 2020er Jahre

### 2020
Łukasz Simlat – Corpus Christi (Boze Cialo)

Robert Więckiewicz – The Coldest Game
Andrzej Chyra – Mowa ptaków
Sebastian Stankiewicz – Pan T.
Tomasz Ziętek – Corpus Christi (Boze Cialo)

### 2021
Jan Frycz – 25 Jahre Unschuld (25 lat niewinności. Sprawa Tomka Komendy)
Andrzej Chyra – Sniegu juz nigdy nie bedzie
Andrzej Konopka – 25 Jahre Unschuld (25 lat niewinności. Sprawa Tomka Komendy)
Łukasz Simlat – Sniegu juz nigdy nie bedzie
Maciej Stuhr – The Hater (Sala samobójców. Hejter)

### 2022
Jacek Braciak – Żeby nie było śladów
Adam Woronowicz – Mein wundervolles Leben (Moje wspaniałe życie)
Andrzej Chyra – Wszystkie nasze strachy
Borys Szyc – Bo we mnie jest seks
Łukasz Simlat – Sonata